# Lista de edifícios de arquitetura civil classificados em Portugal
Esta é uma lista de edifícios de arquitectura civil em Portugal, classificados (ou em vias de classificação) pelo IPPAR.

## Distrito de Lisboa
| Edifício | Concelho            | Localidade ou freguesia  | Class. | Ano  | IPPAR |
| --- | ------------------- | ------------------------ | ------ | ---- | ----- |
| Casal da Falagueira de Cima (Casa da Ordem de Malta) e azenha | Amadora             | Falagueira-Venda Nova    | VC     | 2002 |       |
| Casa de São Cristóvão | Cascais             | Estoril                  | VC     | 1992 |       |
| Edifício na Avenida das Acácias, nº34 ou Vila Ralph | Cascais             | Estoril                  | IIM    | 1993 |       |
| Moinhos de Vento (2) | Cascais             | Alcabideche              | VC     | 1997 |       |
| Casa de António Santos Jorge, Cocheiras de Santos Jorge (edifício da antiga garagem, cocheira e cavalariça)                                                                                       | Cascais             | Estoril                  | IIP    | 1996 |       |
| Edifício na Rua Engenheiro Álvaro Pedro de Sousa ou Casal de Monserrate | Cascais             | Estoril                  | IIP    | 1996 |       |
| Casa de Santa Maria, incluindo o jardim | Cascais             | Cascais                  | VC     | -    |       |
| Casa Sommer | Cascais             | Cascais                  | VC     | 2003 |       |
| Hospital de Sant'Ana | Cascais             | Parede                   | IIP    | 1991 |       |
| Azenha de Atrozela | Cascais             | Alcabideche              | IIM    | -    |       |
| Casa dos Bicos ou Casa de Brás de Albuquerque | Lisboa              | Santa Maria Maior        | MN     | 1910 |       |
| Edifício na Avenida da Liberdade, 193 (Biblioteca e Arquivo Histórico do MEPAT) | Lisboa              | Santo António            | VC     | 1987 |       |
| Conjunto do edifício Castil, edifício Franjinhas e fachada do edifício na Rua Braamcamp | Lisboa              | Santo António            | VC     | 1996 |       |
| Oficina Leitão & Irmão (edifício onde se encontra instalada a sociedade "Morais, Simões, Ldª") | Lisboa              | Misericórdia             | VC     | 1996 |       |
| Imóvel da Voz do Operário | Lisboa              | São Vicente de Fora      | VC     | 1987 |       |
| Quinta da Musgueira (conjunto urbano) | Lisboa              | Lumiar                   | VC     | 1985 |       |
| Antigo Liceu de Passos Manuel (incluindo o edifício principal, a residência do Reitor, a casa do porteiro, os pátios, a alameda, os jardins e a horta), actual Escola Secundária de Passos Manuel | Lisboa              | Misericórdia             | IIP    | 1997 |       |
| Moinhos do Casalinho da Ajuda | Lisboa              | Ajuda                    | VC     | 1991 |       |
| Fornos de El-Rei | Lisboa              | Ajuda                    | VC     | 1989 |       |
| Moinhos do Caramão da Ajuda, Moinhos de Santana ou Moinhos do Casal das Freiras | Lisboa              | Belém                    | VC     | 1991 |       |
| Vila Pedro Teixeira | Lisboa              | Ajuda                    | VC     | 1991 |       |
| Imóvel na Rua da Praia de Pedrouços | Lisboa              | Belém                    | VC     | 1984 |       |
| Prédio na Avenida da República, nº97 a nº97-C | Lisboa              | Avenidas Novas           | IIM    | 1977 |       |
| Conjunto de edifícios no Largo de São Sebastião da Pedreira | Lisboa              | Avenidas Novas           | IIM    | 1983 |       |
| Edifício na Rua da Senhora do Monte, nº46, incluindo o jardim | Lisboa              | Graça                    | IIM    | 1996 |       |
| Edifício de Miguel Ventura Terra, na Rua Alexandre Herculano, nº57 | Lisboa              | Santo António            | IIM    | 1999 |       |
| Conjunto urbano da Mouraria, na esquina da Rua da Mouraria, nº 80-82 e 84-90 com a Rua do Capelão nº 4, 6 e 8                                                                                     | Lisboa              | Santa Maria Maior        | IIP    | 1980 |       |
| Prédio na Rua Saraiva de Carvalho, nº242 a nº246 (A Tentadora) | Lisboa              | Campo de Ourique         | IIM    | 1978 |       |
| Edifício na Quinta das Rosas | Lisboa              | São Domingos de Benfica  | IIM    | 1978 |       |
| Restaurante Tavares, Salão de Chá Tavares ou Restaurante Tavares Rico | Lisboa              | Misericórdia             | IIM    | 1996 |       |
| Edifício na Praça Duque de Saldanha nº 28-30 e Avenida da República, nº 1 | Lisboa              | Avenidas Novas           | VC     | 1990 |       |
| Edifício setecentista na Rua Gomes Freire | Lisboa              | Arroios                  | VC     | 1983 |       |
| Moradia na avenida Fontes Pereira de Melo, incluindo as áreas do antigo jardim, anexo residencial e garagem, actual sede social do Metropolitano de Lisboa                                        | Lisboa              | Arroios                  | IIP    | 2002 |       |
| Conjunto de edifícios na Avenida da República | Lisboa              | Avenidas Novas           | VC     | 1981 |       |
| Casa de João das Regras | Lisboa              | Santa Maria Maior        | IIP    | 1983 |       |
| Edifício na rua do Benformoso, n.ºs 101 a 103 | Lisboa              | Santa Maria Maior        | IIP    | 1983 |       |
| Garagem Liz | Lisboa              | Santa Maria Maior        | IIP    | 1983 |       |
| Edifício na rua da Palma, n.º 1 a 15 | Lisboa              | Santa Maria Maior        | IIP    | 1996 |       |
| Edifício na rua da Palma, n.º 17 a 29 | Lisboa              | Santa Maria Maior        | IIP    | 1996 |       |
| Edifícios na Calçada do Desterro, n.ºs 13 a 13- A - Conjunto de dois edifícios situados na Calçada do Desterro, no Pátio da Bica, 11 - D, e na Calçada do Desterro, 13 a 13 – B                   | Lisboa              | Santa Maria Maior        | IIP    | 1993 |       |
| Casa de Frederico Daupiás, anexos e parte dos antigos jardins de ensaio | Lisboa              | Santo António            | VC     | 2004 |       |
| Companhia de Fiação e Tecidos Lisbonense | Lisboa              | Alcântara                | VC     | 1999 |       |
| Casa Ventura Terra ou Palácio Mendonça | Lisboa              | Avenidas Novas           | IIP    | 1982 |       |
| Casa de Artur Prat | Lisboa              | Avenidas Novas           | IIP    | 1986 |       |
| Casa-Museu Dr. Anastácio Gonçalves | Lisboa              | Avenidas Novas           | IIP    | 1982 |       |
| Jardim Cinema, zona do monumental salão de jogos, na Avenida Álvares Cabral, 33 a 37 | Lisboa              | Campo de Ourique         | IIP    | 2002 |       |
| Panificação Mecânica Limitada | Lisboa              | Campo de Ourique         | IIP    | 1983 |       |
| Vila Berta | Lisboa              | Graça                    | IIP    | 1996 |       |
| Centro Cultural de Belém | Lisboa              | Belém                    | IIP    | 2002 |       |
| Banhos de São Paulo | Lisboa              | Misericórdia             | IIP    | 1982 |       |
| Pastelaria Mexicana, Café e Restaurante (incluindo o mobiliário) | Lisboa              | Areeiro                  | IIP    | 1996 |       |
| Picadeiro do Antigo Colégio dos Nobres | Lisboa              | Santo António            | IIP    | 1978 |       |
| Antiga Fábrica dos Tecidos de Seda ou Fábrica das Sedas | Lisboa              | Santo António            | IIP    | 1984 |       |
| Casa da Quinta da Pimenta ou Casa da Madre Paula | Lisboa              | Campo Grande             | IIP    | 1936 |       |
| Primitiva Casa de Joaquim Pires Mendes (Edifício na Rua Ocidental ao Campo Grande, 101-103) | Lisboa              | Campo Grande             | IIP    | 1996 |       |
| Colégio dos Meninos Órfãos ou Antigo Colégio dos Meninos Órfãos | Lisboa              | Santa Maria Maior        | IIP    | 1986 |       |
| Edifício na Rua de Santa Marta, n.ºs. 19 a 19 B | Lisboa              | Santo António            | IIP    | 1977 |       |
| Edifício na Rua de Santa Marta, n.ºs. 44 a 48 | Lisboa              | Santo António            | IIP    | 1974 |       |
| Casa de António Sérgio | Lisboa              | Estrela                  | IIP    | 1982 |       |
| Cinema São Jorge | Lisboa              | Santo António            | IIP    | 1989 |       |
| Casa de Almada Negreiros | Lisboa              | Santo António            | IIP    | 1984 |       |
| Real Fábrica das Sedas | Lisboa              | Santo António            | IIP    | 2002 |       |
| Conjunto Carnide – Luz | Lisboa              | Carnide                  | IIP    | -    |       |
| Cinema Cinearte ou Companhia de Teatro A Barraca | Lisboa              | Estrela                  | IIP    | 1996 |       |
| Edifício na Rua Cecílio de Sousa, n.º 52 | Lisboa              | Misericórdia             | IIP    | 1982 |       |
| Edifício na Rua de São Lázaro, n.ºs 150 a 154 | Lisboa              | Arroios                  | IIP    | 1983 |       |
| Edifício no Campo dos Mártires da Pátria, n.º 22 a 24, | Lisboa              | Arroiois                 | IIP    | 1996 |       |
| Edifício na Rua do Arco da Graça, n.ºs 39 a 43 | Lisboa              | Pena                     | IIP    | 1996 |       |
| Hotel Vitória | Lisboa              | Santo António            | IIP    | 1984 |       |
| Edifício na Rua de São José | Lisboa              | Santo António            | IIP    | 1974 |       |
| Edifício na Rua de São José (e jardins) | Lisboa              | Santo António            | IIP    | 1977 |       |
| Cinema Tivoli | Lisboa              | Santo António            | IIP    | 1997 |       |
| Edifício na Praça Duque de Saldanha, n.º 12 | Lisboa              | Arroios                  | IIP    | 1977 |       |
| Cinema Império ou Cine-Teatro Império | Lisboa              | Arroios                  | IIP    | 1996 |       |
| Edifício na Avenida da República, n.º 87 | Lisboa              | Avenidas Novas           | IIP    | 1977 |       |
| Edifício na Avenida da República, n.ºs 38 a 38A, e na Avenida Visconde de Valmor, n.º 22 | Lisboa              | Avenidas Novas           | IIP    | 1977 |       |
| Edifício na Avenida da República, nº89 a nº89A | Lisboa              | Avenidas Novas           | IIP    | 1977 |       |
| Edifício na Avenida da República e na Avenida de Berna, 1/1-A | Lisboa              | Avenidas Novas           | IIP    | 1983 |       |
| Edifício na Avenida 5 de Outubro, nº 36-40 | Lisboa              | Avenidas Novas           | IIP    | 1996 |       |
| Edifício na Avenida da República, onde se encontra a Pastelaria Versailles | Lisboa              | Avenidas Novas           | IIP    | 1996 |       |
| Edifício na Calçada das Necessidades, n.ºs 6 a 6A | Lisboa              | Estrela                  | IIP    | 1996 |       |
| Edifício na Travessa André Valente | Lisboa              | Misericórdia             | IIP    | 1977 |       |
| Escola Industrial do Marquês de Pombal ou Escola Secundária de Fonseca Benevides | Lisboa              | Alcântara                | IIP    | 1984 |       |
| Casa do Ferreira das Tabuletas | Lisboa              | Santa Maria Maior        | IIP    | 1978 |       |
| Café A Brasileira do Chiado (Edifício na Rua Garrett) incluindo o café e o troço de calçada fronteiro à porta em que se lê o nome do estabelecimento e os nºs de polícia                          | Lisboa              | Santa Maria Maior        | IIP    | 1997 |       |
| Praça de Touros do Campo Pequeno | Lisboa              | Areeiro                  | IIP    | 1983 |       |
| Edifício na Rua de Pedrouços, n.º 84 a 88A | Lisboa              | Belém                    | IIP    | 1982 |       |
| Café Martinho da Arcada | Lisboa              | Santa Maria Maior        | IIP    | 1993 |       |
| Casa da Fonte do Anjo, Quinta da Bica, Quinta da Fonte, Quinta da Fonte do Anjo e Capela | Lisboa              | Olivais                  | IIP    | 1984 |       |
| Praça da Viscondessa dos Olivais | Lisboa              | Olivais                  | IIP    | 1983 |       |
| Edifício na Rua Garret, onde se encontra instalada a Casa Gardénia | Lisboa              | Mártires                 | IIP    | 1993 |       |
| Fábrica de Cerâmica da Viúva Lamego | Lisboa              | Arroios                  | IIP    | 1978 |       |
| Edifício na Avenida Almirante Reis, n.º 1 a 1C | Lisboa              | Arroios                  | IIP    | 1983 |       |
| Edifício na Avenida Almirante Reis, n.º 74B | Lisboa              | Arroios                  | IIP    | 1978 |       |
| Edifício na Avenida Almirante Reis, n.º 2 a 2K | Lisboa              | Arroios                  | IIP    | 1982 |       |
| Campo dos Mártires da Pátria ou Campo Santana | Lisboa              | Arroios                  | IIP    | 1996 |       |
| Solar da Quinta dos Lagares d'El-Rei (anexos e quintal) | Lisboa              | Alvalade                 | IIP    | 1982 |       |
| Núcleo principal da Antiga Escola Politécnica ou Antigo Colégio dos Nobres | Lisboa              | Santo António            | VC     | 1999 |       |
| Balneário e Pavilhão de Segurança - 8ª Enfermaria do Hospital Miguel Bombarda ou Convento de Rilhafoles (antigo)                                                                                  | Lisboa              | Pena                     | VC     | 2001 |       |
| Centro Comercial do Restelo | Lisboa              | Belém                    | VC     | 2003 |       |
| Estação Fluvial Sul e Sueste ou Estação Fluvial de Sul-Sueste | Lisboa              | Santa Maria Maior        | VC     | -    |       |
| Casa da Moeda e Valores Selados | Lisboa              | Avenidas Novas           | VC     | -    |       |
| Gare Marítima de Alcântara ou Estação Marítima de Alcântara | Lisboa              | Alcântara                | VC     | -    |       |
| Gare Marítima da Rocha do Conde de Óbidos ou Estação Marítima da Rocha do Conde de Óbidos | Lisboa              | Alcântara                | VC     | -    |       |
| Hotel Ritz, incluindo o património integrado | Lisboa              | Avenidas Novas           | VC     | -    |       |
| Fundação Calouste Gulbenkian | Lisboa              | Avenidas Novas           | VC     | -    |       |
| Estação Ferroviária do Cais do Sodré | Lisboa              | Misericórdia             | VC     | -    |       |
| Edifício na Rua do Benformoso, n.º 244 | Lisboa              | Santa Maria Maior        | IIP    | 1983 |       |
| KORES Portuguesa, Lda. | Lisboa              | Santo António            | VC     | 2000 |       |
| Pátio dos Quintalinhos ou Villa Rocha | Lisboa              | São Vicente de Fora      | VC     | -    |       |
| Cinema Odeon | Lisboa              | Santo António            | VC     | -    |       |
| Pavilhão de Portugal | Lisboa              | Parque das Nações        | VC     | -    |       |
| Antiga unidade industrial "A Napolitana" (Companhia Portuguesa de Hipermercados, SA) | Lisboa              | Olivais                  | VC     | -    |       |
| Tobis Portuguesa S.A. (Lisboa - Filme Lda.) | Lisboa              | Lumiar                   | -      | -    |       |
| DIALAP (Última designação: DIAMANG, Propriedade actual: RTP) | Lisboa              | Olivais                  | -      | -    |       |
| Biblioteca Nacional e jardins envolventes | Lisboa              | Campo Grande             | -      | -    |       |
| Farmácia Andrade (Sala de Atendimento e Sala de Pesagens e Preparações) | Lisboa              | Misericórdia             | VC     | 2004 |       |
| Casa medieval da Torre de Cima | Loures              | Bucelas                  | IIP    | 2002 |       |
| Casa da Quinta da Francelha de Cima | Loures              | Prior Velho              | IIP    | 1983 |       |
| Edifício na Praça da República (onde funcionou o Café Arcadas) | Mafra               | Ericeira                 | IIM    | 1996 |       |
| Casa do Cipreste, incluindo a cerca | Sintra              | São Pedro de Penaferrim  | IIP    | 2002 |       |
| Antiga Cadeia Comarcã de Sintra | Sintra              | Santa Maria e São Miguel | VC     | 1983 |       |
| Casa dos Lafetás ou Vila Cosme | Sintra              | Colares                  | IIM    | 1983 |       |
| Paço dos Ribafrias, Casa dos Ribafrias ou Casa Pombal e jardim, incluindo os elementos decorativos                                                                                                | Sintra              | São Martinho             | IIP    | 2001 |       |
| Moinho na Gondruzeira | Torres Vedras       | Ponte do Rol             | VC     | 1980 |       |
| Casa da Quinta Nova | Torres Vedras       | Matacães                 | IIM    | 1996 |       |
| Lar/Asilo dos Veteranos Militares de Runa | Torres Vedras       | Runa                     | IIP    | 1967 |       |
| Azenha de Santa Cruz | Torres Vedras       | Silveira                 | IIP    | 1997 |       |
| Casa do Eremita | Torres Vedras       | Maxial e Monte Redondo   | IIM    | 2003 |       |
| Celeiro da Patriarcal, imóvel anexo à fachada posterior, pátio e portal de entrada | Vila Franca de Xira | Vila Franca de Xira      | VC     | 2002 |       |

## Distrito de Viana do Castelo
| Edifício         | Concelho         | Localidade      | Class. | Ano  | IPPAR |
| ---------------- | ---------------- | --------------- | ------ | ---- | ----- |
| Paço de Lanheses | Viana do Castelo | Lanheses        | VC     | 1993 |       |
| Torre de Refóios | Ponte de Lima    | Refóios do Lima | IIP    | 1996 |       |

Nota: VC - em Vias de Classificação